# Крбавица
Крбавица је река понорница у Крбавском пољу у Хрватској. Извире из Драгашевског врела подно планине Козарице, у северозападном делу поља. Дужина тока јој износи око 13,5 km. Прима неколико притока — Бунићки поток, Шаламинићки поток и воду из врела Зелене пећине. У близини села Пећане понире и губи се у красу.